# Лендон, Жером
Жеро́м Лендо́н (фр. Jérôme Lindon, 1925—2001) — французский издатель. На протяжении более пятидесяти лет руководил издательством «Минюи».
Жером Лендон возглавил «Минюи» в 1948 году. Под его руководством издательство сделало ставку на экспериментальную литературу. При отборе книг для публикации их коммерческий потенциал в расчёт не принимался. Издателя интересовали авторы-одиночки, которых «не волнуют ни деньги, ни литературные премии, ни сиюминутная слава». Во многом благодаря усилиям Лендона увидели свет первые франкоязычные работы Сэмюэля Беккета, а также состоялся как отдельное явление в литературе французский «новый роман». 
Во время Алжирской кампании на Лендона, который придерживался антивоенных взглядов и подписал Манифест 121, объявили охоту террористы ОАС. Лендон также последовательно боролся против цензуры и отстаивал независимое книгоиздание. Издательством «Минюи» он руководил до самой смерти в 2001 году. Похоронен на кладбище Монпарнас. Через полгода после смерти Жером Лендон попал в каталог «Минюи» — там вышла посвящённая ему книга воспоминаний Жана Эшноза.
Сын Лендона, Матье, стал известным писателем, а дочь, Ирен, продолжила дело отца, переняв бразды правления «Минюи».